# Vadali
Vadali es una ciudad de la India en el distrito de Sabarkantha, estado de Guyarat.

## Geografía
Se encuentra a una altitud de 218 m s. n. m. a 103 km de la capital estatal, Gandhinagar, en la zona horaria UTC +5:30.

## Demografía
Según estimación 2011 contaba con una población de 20 863 habitantes.